# Jerik Nuraqajew
Jerik Jessimuly Nuraqajew (kasachisch Ерік Есімұлы Нұрақаев, russisch Ерик Есимович Нуракаев Jerik Jessimowitsch Nurakajew; * 1. September 1960 im Dorf Ortalyk, Kasachische SSR) ist ein kasachischer Politiker.

## Leben
Jerik Nuraqajew wurde 1960 im Dorf Ortalyk im heutigen Audan Schambyl in Nordkasachstan geboren. Er absolvierte 1982 ein Studium der Wirtschaftswissenschaften am Institut für Volkswirtschaft in Alma-Ata. 2002 kam ein weiterer Abschluss an der Akademie für öffentliche Verwaltung unter dem Präsidenten der Republik Kasachstan hinzu.
Seine berufliche Laufbahn begann er in einem staatlichen Landwirtschaftsbetrieb im Audan Timirjasew. Ab 1983 arbeitete er für die Landwirtschaftsabteilung des Audan Schambyl und anschließend des Kreises Lenin in Nordkasachstan. Von 1995 bis 2002 war er Äkim des Audan Jessil und von 2002 bis 2004 Äkim des Audan Aqschar. 2004 wurde er stellvertretender Äkim (Gouverneur) von Nordkasachstan. Am 3. November 2008 wurde er dann zum Bürgermeister der Stadt Petropawl ernannt. Nach nur elf Monaten auf diesem Posten wurde er durch Nurschan Äschimbetow als Bürgermeister von Petropawl ersetzt. Anschließend war er Direktor eines landwirtschaftlichen Betriebes, bevor er am 18. April 2012 erneut zum Äkim des Audan Jessil ernannt wurde. Dieses Amt bekleidete er bis Juni 2013. Zwischen 2013 und 2017 arbeitete Nuraqajew für die Kazpost. Er war zuerst Direktor der regionalen Niederlassung in Nordkasachstan und später Leiter der Finanzabteilung der Regionalabteilung.
Seit Dezember 2017 ist er Vorsitzender des Verbandes der Gewerkschaften der Region Nordkasachstan.